# 松田文子
松田 文子（まつだ ふみこ、1940年5月7日 - ）は、日本の心理学者。学校法人福山大学副理事長。福山大学人間文化学部心理学科元教授、同学元学長、同学元顧問。広島大学名誉教授。

## 経歴
広島県広島市生まれ。1963年3月、広島大学教育学部心理学科卒業。1971年3月、同大学大学院教育学研究科教育心理学専攻博士課程後期修了。
広島女子大学児童学科助教授、鳴門教育大学学校教育学部教授を経て、1993年4月に広島大学教育学部教授に就任。2001年4月、同大学大学院教育学研究科教授。
2004年4月、福山大学人間文化学部教授。2009年4月、同大学副学長に就任。2010年6月、同大学学長に就任。2021年4月、同大学顧問に就任。
2022年、瑞宝中綬章受章。

## 専門
専攻は、教育心理学、認知発達心理学、心理的時間。

## 担当授業
- 学部：教育心理学、心理学史、心理統計法など
- 大学院：心理学研究法特論、教育心理学特論など

## 著書・訳書
- 『関係概念の発達：時間，距離，速さ概念の獲得過程と算数「速さ」の授業改善』　北大路書房　（2002）
- 『時間を作る，時間を生きるー心理的時間入門』（共著）　北大路書房　（2004）
- 『わかって楽しい心理統計法入門ーEXCEL,エクセル統計,ANOVA4 on the web対応』（共著）　北大路書房　（2007）